# Malik Rebrab
Malik Rebrab, né en mars 1971, est un homme d'affaires algérien. Il est l’actuel président-directeur général du groupe Cevital, le plus grand groupe privé d’Algérie, succédant à son père, Issad Rebrab, en 2022,,.

## Biographie

### Formation et débuts professionnels
Malik Rebrab est diplômé en finance à l'University of London Institute à Paris.
Il commencera sa carrière chez Xerox au Maroc, où il est chargé des achats. Il rejoint ensuite Loys & M comme trader. En 1999, il intègre le groupe familial Cevital pour suivre les investissements, avant de devenir directeur général adjoint quelques mois plus tard, responsable du suivi de l’activité commerciale et de la production.

### Carrière
En 2004, Malik Rebrab est nommé directeur général de Cevital. À partir de 2010, il prend la direction du pôle industrie du groupe, pilotant la diversification des activités et l’expansion internationale de l’entreprise. Il joue un rôle clé dans la stratégie industrielle et le développement de nouveaux projets, notamment dans l’agroalimentaire, la grande distribution, l’électroménager, la sidérurgie et l’exportation. En 2019, lors de l’incarcération de son père Issad Rebrab, Malik assure l’intérim à la tête du groupe. Il devient officiellement PDG de Cevital le 30 juin 2022, après la mise à l’écart de son père, poursuivant la modernisation et l’internationalisation du groupe. Sous sa direction, Cevital poursuit son développement industriel et son ouverture à l’international, avec une attention particulière portée à l’innovation, à la diversification et à la responsabilité sociale. Malik Rebrab ambitionne de faire de Cevital un acteur incontournable en Europe, au Moyen-Orient et en Afrique du Nord, tout en maintenant un engagement fort pour l’environnement et le développement durable.

### Controverses et contexte familial
Selon Maghreb Intelligence, la succession de Malik Rebrab à la tête de Cevital intervient dans un contexte familial et politique complexe, marqué par l’incarcération de son père et des tensions internes. Il est parfois au cœur de controverses liées à ses choix de gestion et à ses relations avec les autorités algériennes[non neutre].